# Proterotheriidae
Die Proterotheriidae (Gr.: próteros = vorderer; theríon = Säugetier) sind eine ausgestorbene Säugetierfamilie, die während des Känozoikums in Südamerika gelebt hat und deren letzte Vertreter erst am Ende des Pleistozäns ausgestorben sind. Die Tiere erinnerten in morphologischen Merkmalen an Pferde, obwohl sie mit diesen nicht näher verwandt waren und stattdessen in die Ordnung der Litopterna gehörten.

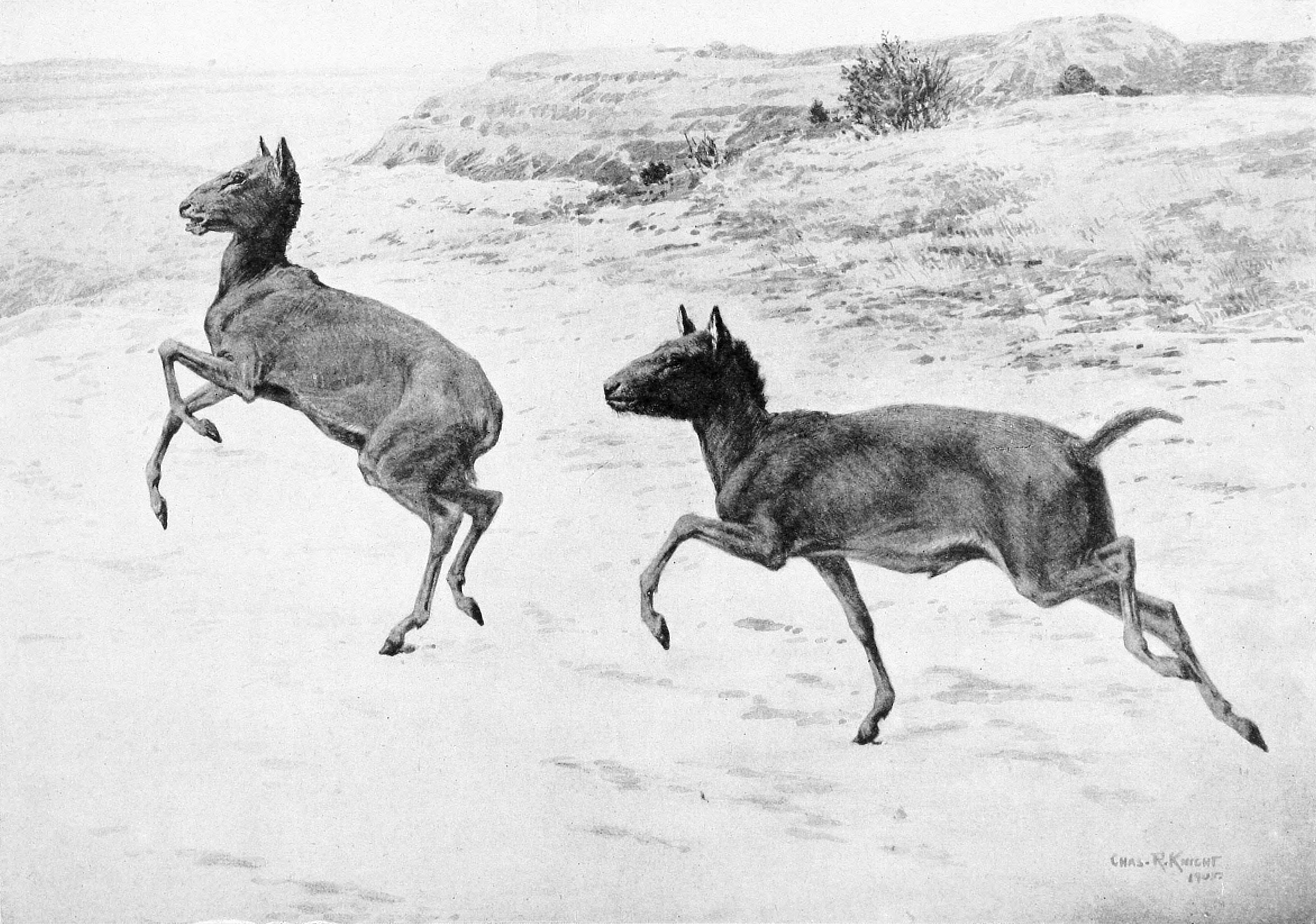
Thoatherium

## Merkmale und Verbreitung
Die Proterotheriidae lassen sich in zwei Unterfamilien und 18 Gattungen aufteilen. Alle waren klein oder mittelgroß. Charakteristisch für diese Familie ist eine starke Reduktion der Zehenzahl, was an die ebenfalls monodactyle Familie der Pferde erinnert. Mit den Pferden waren die Tiere jedoch nicht verwandt und liefern somit ein beeindruckendes Beispiel für Konvergente Evolution. Die Zähne waren brachyodont oder mesodont. Die Familie ist seit dem oberen Paläozän nachgewiesen. Man kennt ihre Überreste aus Argentinien, Brasilien, Bolivien, Chile, Uruguay und Kolumbien. Am Ende des Miozän nahm ihre Formenfülle ab und lange glaubte man, die Tiere seien im späten Pliozän ausgestorben. Neuere Funde zeigen jedoch, dass die Tiere bis ins späte Pleistozän überlebt haben. Diese letzte Art der Proterotheriidae war Neolicaphrium recens aus dem Lujanian (spätes Pleistozän bis frühes Holozän) und dem Ensenadan (frühes bis mittleres Pleistozän) Argentiniens und Uruguays. Nicht genauer  bestimmte Fossilien der Familie sind darüber hinaus aus dem Lujanian Brasiliens bekannt.

## Gattungen
Einige Gattungen der Familie:
- Diadiaphorus
- Thoatherium
- Anisolophus
- Tetramerorhinus
- Epecuenia
- Eoauchenia
- Eoauchenia
- Neolicaphrium